# テッペン!
『テッペン!』は、TBSテレビで放送されていた深夜番組の放送枠レーベル。
本枠での放送番組は、番組公式サイトの表示名に「テッペン!」が併記されていたが、2022年以降は併記されなくなっており、さらに2023年からは月曜が2番組に分割され（翌2024年に1番組に復元）、木曜が深夜アニメ枠（毎日放送製作のテレビアニメ『呪術廻戦』→TBS制作枠）、2024年は火曜が2番組に分割されるなど、放送形態にも変化が見られ、実質的に本枠は廃止されたとみられる。

## 概要
TBSでは長年、各曜日毎にバラエティ番組が編成されてきたが、いずれも単独番組として放送されていた。2014年4月改編において、新たに深夜番組枠が設けられる事になり、同時に放送時間が拡大されることになった。この時間帯にレーベル名が付くのは2004年9月に終了した「Pooh!」枠（ただしバラエティ番組枠としては2010年3月に終了した『吉崎金門海峡』以来、4年ぶりとなる）以来、9年半ぶりとなる。
バラエティ番組のみであった本枠だが、2015年10月改編においてドラマ枠が加わった。これにあわせ、ドラマ枠に転換された水曜に限り、終了時刻が翌0:23に繰り上がった。
2016年3月29日の放送より、前座番組『NEWS23』の月 - 木曜日が2部制に移行し、放送時間が23:00 - 翌0:10（ただし、第2部〈23:55 - 翌0:10〉はローカルセールス枠）に変更となった ため、放送時間を17分繰り下げ、月曜版・火曜版・木曜版は火曜・水曜・金曜 0:10 - 0:55（月曜・火曜・木曜深夜）、水曜版は木曜 0:10 - 0:40（水曜深夜）の放送となった。
2017年度から水曜版『水ドラ!!』の放送時間が23:56 - 翌0:26に変更となることが決まった。『テッペン!』の前座番組『NEWS23』月 - 木曜日の放送時間が23:00 - 23:56に変更となる。月曜版・火曜版・木曜版は23:56 - 翌0:55に放送時間が拡大された。同時間帯の60分番組は4年半ぶり（水曜日を除く）。同年10月に『水ドラ!!』を廃枠しバラエティー枠が復活。他の曜日に倣い23:56 - 翌0:55に放送時間が拡大された。
2021年10月期は、火曜‐金曜の0:40 - 0:55（月曜 - 木曜深夜）枠において『よるおびドラマ』が放送されるため、44分番組に短縮された。同枠での44分番組は月曜・火曜・木曜は4年半ぶり、水曜は6年ぶりとなった。
2022年4月改編で、月曜版と木曜版はそれぞれ単発枠『月バラナイト』と、『モクバラナイト』になる。
2022年4月 - 6月は、後座番組『ビジネスクリック』の終了に伴い、放送時間を3分繰り下げ・拡大し23:56 - 翌0:58まで放送したが、同年6月27日より23:56 - 翌0:55に戻っている。
2022年10月期も上記同様、火曜‐金曜の0:40 - 0:55（月曜 - 木曜深夜）枠において『よるおびドラマ』復枠のため、44分番組に縮小。

## 番組編成
月曜版
- 『UTAGE!』（2014年4月21日 - 2015年9月28日）
  - MC：中居正広（当時SMAP）、渡辺麻友（当時AKB48）、IVAN
  - 前身番組『Sound Room』から改題リニューアル、新しい音楽エンターテイメント番組。
  - 2015年10月以降は、単発番組として継続。
- 『Momm!!』（2015年10月19日 - 2017年9月25日）※2016年3月22日までは月曜23:53 - 翌0:38までの放送、2016年3月29日からは火曜0:10 - 0:55（月曜深夜）に放送、2017年4月からは月曜23:56 - 翌0:55までの放送。
  - MC：中居正広、江藤愛（TBSアナウンサー）
- 『なかい君の学スイッチ』（2017年10月16日 - 2018年9月25日）
  - MC：中居正広
- 『中居くん決めて!』（2018年10月22日 - 2020年3月23日）
  - MC：中居正広、江藤愛（TBSアナウンサー）
- 『霜降りミキXIT』（2020年6月29日 - 2022年3月14日）
  - MC：霜降り明星（せいや・粗品）、ミキ（昴生・亜生）、EXIT（りんたろー。・兼近大樹）
  - 2019年9月25日に放送した単発特番『マッチングⅣ』[11]からレギュラー化[12]。
- 『月バラナイト』（2022年4月18日 - 9月26日、2023年4月24日 - ）
  - 単発枠。
- 『不夜城はなぜ回る』（2022年10月24日 - 2023年3月27日）
  - MC：東野幸治

火曜版
- 『林先生の痛快!生きざま大辞典』（2014年4月22日 - 2015年3月24日）
  - MC：林修、吉田明世（当時TBSアナウンサー）
  - 2014年1月2日に放送したお正月特番からレギュラー化。
- 『有田チルドレン』（2015年4月21日 - 9月22日）
  - MC：有田哲平（くりぃむしちゅー）
- 『ラストキス〜最後にキスするデート』（2015年10月27日 -　2016年3月22日）※この番組まで火曜23:53 - 翌0:38までの放送。
  - MC：DAIGO
- 『Good Time Music』（2016年4月20日 - 2017年3月29日）※この番組のみ水曜0:10 - 0:55（火曜深夜）に放送
  - MC：及川光博、Ami、笹川友里（当時TBSアナウンサー）
- 『友だち+プラス』（2017年4月18日 - 9月）※この番組から火曜23:56 - 翌0:55までの放送
  - MC：有田哲平
- 『有田哲平の夢なら醒めないで』（2017年10月10日 - 2019年3月19日）
  - MC：有田哲平、吉田明世（当時TBSアナウンサー）→大橋未歩
- 『その他の人に会ってみた』（2019年4月23日 - 2020年3月24日）
  - MC：東野幸治
- 『パパジャニWEST』（2020年6月30日 - 2022年3月15日）[13]
  - MC：ジャニーズWEST
  - 2019年4月に動画配信サービスParaviでスタートした番組で[14]、過去2回、地上波でのSP番組放送経験がある[15][16]。
- 『DEEPな店の常連さんに密着 イキスギさんについてった』（2022年5月17日 - 2024年3月26日）
  - MC：ジャニーズWEST

水曜版
- 『アイ・アム・冒険少年』（2014年4月23日 - 2015年3月25日）
  - MC：岡村隆史（ナインティナイン）、田中直樹（ココリコ）、川島海荷（当時9nine）
  - 科学バラエティー番組。
  - 2015年4月以降は、単発特番として放送されていたが、2020年5月25日から、月曜夜（21:00 - 22:00）[17]でレギュラー放送が再開[18]。
- 『ナイナイの海外定住実験バラエティー 世界のどっかにホウチ民』（2015年4月22日 - 9月30日）※ここまで水曜23:53 - 翌0:38の放送
  - MC：ナインティナイン〈岡村隆史・矢部浩之〉
- 『水ドラ!!』（連続ドラマ枠。2015年10月21日 - 2017年9月27日）

※ここから2016年3月までは水曜23:53 - 翌0:23に放送、2016年度は木曜0:10 - 0:40（水曜深夜）に放送、2017年4月から9月までは水曜23:56 - 翌0:26に放送。
- 『クレイジージャーニー』（2017年10月11日 - 2019年9月4日）
  - MC：松本人志（ダウンタウン）、設楽統（バナナマン）、小池栄子
  - 2022年10月から月曜夜（21:00 - 22:00）にて放送再開。

※ここから水曜23:56 - 0:55に放送。
- 『バナナサンド』（2020年7月1日 - 2021年3月24日）
  - MC：バナナマン（日村勇紀・設楽統）、サンドウィッチマン（伊達みきお、富澤たけし）
  - 単発特番からレギュラー化[19]。2021年4月6日から、火曜夜（20:00 - 20:54）へ枠移動[20]。
- 『よるのブランチ』（2021年4月21日 - ）
  - MC：ミキ（昴生・亜生）、向井慧（パンサー）、野村彩也子（進行、TBSアナウンサー）
  - 『王様のブランチ』のスピンオフ番組。『真夜中のブランチ』から改題、月1回放送からレギュラー化[21]。

木曜版
- 『リアル脱出ゲームTV』（2014年4月24日 - 6月26日）
  - 出演：バカリズム、木南晴夏、岡田義徳、やついいちろう（エレキコミック）、津田寛治 ほか
  - 過去4回の単発特番から連続ドラマ化。
- 『WADAIの王国』（2014年7月24日 - 2015年3月26日）
  - MC：タカアンドトシ（タカ・トシ）、笹川友里（TBSアナウンサー）
  - 2014年6月14日に「スパニチ!!」で放送した単発特番からレギュラー化。
- 『クレイジージャーニー』（2015年4月16日 - 2017年9月21日）※2016年3月24日までは木曜23:53 - 翌0:38までの放送、2016年4月1日からは金曜0:10 - 0:55（木曜深夜）に放送、2017年4月13日からは木曜23:56 - 翌0:55までの放送。
  - MC：松本人志（ダウンタウン）、設楽統（バナナマン）、小池栄子
  - 2015年1月1日に放送した単発特番からレギュラー化。
- 『世界くらべてみたら』（2017年10月19日 - 2019年9月19日）
  - MC：国分太一（TOKIO）、渡辺直美
  - 2019年10月30日から、水曜夜（20:00 - 21:00）へ枠移動[22]。
- 『ダブルベッド』（2019年10月24日 - 2020年3月26日）
  - スタジオキャスト：吉村崇（平成ノブシコブシ）[23]
- 『中居大輔と本田翼と夜な夜なラブ子さん』（2020年7月2日 - 2022年3月24日）
  - MC：中居正広、宮川大輔、本田翼[24]
- 『モクバラナイト』（2022年4月14日 - 2023年6月29日）
  - 単発枠。

### 放送時間の変遷
| 放送期間                | 放送時間（長さ）                             | 放送時間（長さ）                     | 放送時間（長さ）                     |
| 放送期間                | 月・火曜版                                   | 水曜版                               | 木曜版                               |
| ----------------------- | -------------------------------------------- | ------------------------------------ | ------------------------------------ |
| 2014年04月 - 2015年10月 | 月 - 木曜 23:53 - 翌0:38（45分）             | 月 - 木曜 23:53 - 翌0:38（45分）     | 月 - 木曜 23:53 - 翌0:38（45分）     |
| 2015年10月 - 2016年03月 | 月・火曜 23:53 - 翌0:38（45分）              | 水曜 23:53 - 翌0:23（30分）          | 木曜 23:53 - 翌0:38（45分）          |
| 2016年03月 - 2017年03月 | 火・水曜 0:10 - 0:55（月・火曜深夜）（45分） | 木曜 0:10 - 0:40（水曜深夜）（30分） | 金曜 0:10 - 0:55（木曜深夜）（45分） |
| 2017年04月 - 2017年09月 | 月・火曜 23:56 - 翌0:55（59分）              | 水曜 23:56 - 翌0:26（30分）          | 木曜 23:56 - 翌0:55（59分）          |
| 2017年10月 - 2021年09月 | 月 - 木曜 23:56 - 翌0:55（59分）             | 月 - 木曜 23:56 - 翌0:55（59分）     | 月 - 木曜 23:56 - 翌0:55（59分）     |
| 2021年10月 - 2021年12月 | 月 - 木曜 23:56 - 翌0:40（44分）             | 月 - 木曜 23:56 - 翌0:40（44分）     | 月 - 木曜 23:56 - 翌0:40（44分）     |
| 2022年01月 - 2022年03月 | 月 - 木曜 23:56 - 翌0:55（59分）             | 月 - 木曜 23:56 - 翌0:55（59分）     | 月 - 木曜 23:56 - 翌0:55（59分）     |
| 2022年04月 - 2022年05月 | 月 - 木曜 23:56 - 翌0:58（62分）             | 月 - 木曜 23:56 - 翌0:58（62分）     | 月 - 木曜 23:56 - 翌0:58（62分）     |
| 2022年06月 - 2022年09月 | 月 - 木曜 23:56 - 翌0:55（59分）             | 月 - 木曜 23:56 - 翌0:55（59分）     | 月 - 木曜 23:56 - 翌0:55（59分）     |
| 2022年10月 - 2023年03月 | 月 - 木曜 23:56 - 翌0:40（44分）             | 月 - 木曜 23:56 - 翌0:40（44分）     | 月 - 木曜 23:56 - 翌0:40（44分）     |
| 2023年04月 - 2023年06月 | 月 - 木曜 23:56 - 翌0:55（59分）             | 月 - 木曜 23:56 - 翌0:55（59分）     | 月 - 木曜 23:56 - 翌0:55（59分）     |
| 2023年07月 - 2024年03月 | 月 - 水曜 23:56 - 翌0:55（59分）             | 月 - 水曜 23:56 - 翌0:55（59分）     | 廃枠                                 |

### 廃枠時の番組
| 曜日   | 番組名                                            | MC                                                                       | ナレーター | 放送開始日    | 備考                                                                                           |
| ------ | ------------------------------------------------- | ------------------------------------------------------------------------ | ---------- | ------------- | ---------------------------------------------------------------------------------------------- |
| 月曜日 | 月バラナイト                                      |                                                                          |            | 2023年4月03日 |                                                                                                |
| 火曜日 | DEEPな店の常連さんに密着 イキスギさんについてった | WEST.                                                                    | 堀井美香   | 2022年5月17日 | WEST.は前番組『パパジャニWEST』から続投。                                                      |
| 水曜日 | よるのブランチ                                    | ミキ（昴生・亜生）、向井慧（パンサー） 若林有子（TBSアナウンサー、進行） | 桑原礼佳   | 2021年4月21日 | 『王様のブランチ』のスピンオフ番組。 『真夜中のブランチ』から改題、月1回放送からレギュラー化。 |

### 変遷
| 放送期間               | 月曜版                      | 火曜版                                            | 水曜版                                                     | 木曜版                                |
| ---------------------- | --------------------------- | ------------------------------------------------- | ---------------------------------------------------------- | ------------------------------------- |
| 2014年04月 - 2014年6月 | UTAGE!                      | 林先生の痛快!生きざま大辞典                       | アイ・アム・冒険少年                                       | リアル脱出ゲームTV                    |
| 2014年07月 - 2015年3月 | UTAGE!                      | 林先生の痛快!生きざま大辞典                       | アイ・アム・冒険少年                                       | WADAIの王国                           |
| 2015年04月 - 2015年9月 | UTAGE!                      | 有田チルドレン                                    | ナイナイの海外定住 実験バラエティー 世界のどっかにホウチ民 | クレイジージャーニー                  |
| 2015年10月 - 2016年3月 | Momm!!                      | ラストキス 〜最後にキスするデート                 | 水ドラ!!                                                   | クレイジージャーニー                  |
| 2016年04月 - 2017年3月 | Momm!!                      | Good Time Music                                   | 水ドラ!!                                                   | クレイジージャーニー                  |
| 2017年04月 - 2017年9月 | Momm!!                      | 友だち+プラス                                     | 水ドラ!!                                                   | クレイジージャーニー                  |
| 2017年10月 - 2018年9月 | なかい君の学スイッチ        | 有田哲平の夢なら醒めないで                        | クレイジージャーニー                                       | 世界くらべてみたら                    |
| 2018年10月 - 2019年3年 | 中居くん決めて!             | 有田哲平の夢なら醒めないで                        | クレイジージャーニー                                       | 世界くらべてみたら                    |
| 2019年04月 - 2019年9年 | 中居くん決めて!             | その他の人に会ってみた                            | クレイジージャーニー                                       | 世界くらべてみたら                    |
| 2019年10月 - 2020年3月 | 中居くん決めて!             | その他の人に会ってみた                            | つなぎ番組                                                 | ダブルベッド                          |
| 2020年04月 - 2020年6月 | 改編期特番 → ドラマ再放送枠 | 改編期特番 → ドラマ再放送枠                       | 改編期特番 → ドラマ再放送枠                                | 改編期特番 → ドラマ再放送枠           |
| 2020年06月 - 2021年3月 | 霜降りミキXIT               | パパジャニWEST                                    | バナナサンド                                               | 中居大輔と本田翼と 夜な夜なラブ子さん |
| 2021年04月 - 2022年3月 | 霜降りミキXIT               | パパジャニWEST                                    | よるのブランチ                                             | 中居大輔と本田翼と 夜な夜なラブ子さん |
| 2022年04月 - 2022年9月 | 月バラナイト                | DEEPな店の常連さんに密着 イキスギさんについてった | よるのブランチ                                             | モクバラナイト                        |
| 2022年10月 - 2023年3月 | 不夜城はなぜ回る            | DEEPな店の常連さんに密着 イキスギさんについてった | よるのブランチ                                             | モクバラナイト                        |
| 2023年04月 - 2023年6月 | 月バラナイト                | DEEPな店の常連さんに密着 イキスギさんについてった | よるのブランチ                                             | モクバラナイト                        |
| 2023年07月 - 2024年3月 | 月バラナイト                | DEEPな店の常連さんに密着 イキスギさんについてった | よるのブランチ                                             | （廃枠）                              |

## 『極バラ』レーベルで放送された特別番組
2020年
- 9月21日『指原＆みな実とフラれ美女』
- 9月22日『シークレットチェンジ』
- 9月23日『有吉ギョーカイトラベル』 - 本来は同年4月1日の23:56 - 0:55に放送予定だったが、コロナの影響で延期となり、ゲストも一部変更された。
- 9月24日『閃いたら勝ち』
- 9月28日『笑う村には福きたる〜村人100人笑うかな?〜』
- 9月29日『〜わき役にピンスポ当てたらスゴかった!〜わき役カメラ』
- 12月21日『日本一周!リアル桃鉄』 - 毎日放送制作、全国ネット。
- 12月23日『ビートたけしの公開!お笑いオーディション』

2021年
- 1月4日『カラダで答えろ!ボディーアンサー』
- 1月5日『芸能人・神経衰弱』
- 1月6日『有吉ワールドリポート』
- 7月12日『拡散せよ!フォロワーグランプリ』
- 7月13日『ダマシデミー賞』
- 7月19日『ラフ&クライ』
- 10月14日『あらびき団』
- 12月22日『すてきに帯らいふ』

2022年放
- 3月21日『日本のドン』
- 3月22日『口を揃えた怖い話』
- 3月23日『クズミリオン』
- 3月28日『アーティストリポート』
- 3月29日『不夜城はなぜ回る』 - 2022年10月24日から月曜枠でレギュラー化。
- 3月30日『クイズ!倍買』
- 3月31日『100人の被験者たち』
- 8月2日・3日『あらびき団』
- 12月19日『天才★凡人チェック 異端学者のヤバい論文 その発想なかったわ〜』 - 毎日放送制作、全国ネット。

2023年
- 1月4日『上には上がいる!』
- 1月12日『おもてなしプレゼン合戦 芸人アテンダーバス』

## ネット状況
- 全曜日、全編ローカルセールス枠のため、各番組の項目を参照のこと。

## ゴールデンタイム・プライムタイムに昇格した番組
- 世界くらべてみたら（2019年10月30日から、水曜20:00 - 21:00枠のゴールデンタイムへ進出。）
- アイ・アム・冒険少年（2020年5月25日から、月曜21:00 - 22:00でゴールデンタイムでレギュラー放送を再開。2021年4月から月曜19:00 - 20:00枠へ移動。）
- バナナサンド（2021年4月6日から、火曜20:00 - 20:54枠のゴールデンタイムへ進出。）
- クレイジージャーニー（2022年10月17日から、月曜21:00 - 22:00のゴールデンタイムへ進出し放送再開。）

## その他
- 本枠は『吉崎金門海峡』の様なオープニングタイトルは存在せず、かつて同局で放送された『ムーブ』→『ザッツ!』や、現在日本テレビ系列で放送されている『1900』（2016年3月終了）や『プラチナイト』同様、画面左上の隅に『テッペン!』というタイトルが出るのみである。
- もともと本枠は1クールや2クール限定の番組が多いのが特徴だが、2015年3月までは月〜水曜日の番組は一度も変更していなかった。同年4月から月曜日以外の番組が変更された。『水ドラ』終了に伴い、2017年10月には全曜日の番組が変更となる（内1つは曜日変更）。2020年には、再度全曜日の番組が総入れ替えされる。
- 月曜版は、枠開始から2020年3月まで、中居正広が司会を務める番組が放送されている。このことから『中居枠』とも呼ばれている。2020年7月からは木曜版に枠移動した[31]。
- 改編期や6月下旬から7月上旬と年末年始は『極バラ』というレーベルで、各曜日に単発番組を放送される。この場合2～3週間は通常のレギュラー番組は休止となる。稀にまたレギュラー番組でも拡大スペシャルを放送することがある。
- 2019年1月8日から17日にかけて、スペシャルドラマ『新しい王様』Season1がこの時間帯で放送された。
- 上記の通り、2020年4月には全曜日で放送する番組を総入れ替えする予定だったが、新型コロナウイルス感染拡大の影響により、スタジオ収録ができないなど番組制作に支障が出たため、4月開始予定だった全番組が開始・放送延期となった。開始までの間、同年4月13日から6月25日まではドラマの再放送が行われ[32]、結局1クール遅れる形で7月改編期（6月29日）から全番組が開始する事となった。
- 上記の概要に記載した通り、2021年10月期と2022年10月期は火曜‐金曜の0:40‐0:55（月曜 - 木曜深夜）枠において『よるおびドラマ』を放送により各番組とも44分番組に縮小したが、翌2022年1月期と2023年1月期は共に元の59分番組に戻した。ちなみに各番組とも本編中に枠の縮小や拡大のことは触れていない。2023年10月期は火曜と金曜（月曜と木曜深夜）が30分番組のあとに『よるおびドラマ』が放送され、5分番組を挟んだ後に30分枠の単発バラエティ番組が放送された。そのため、後続の番組が15分繰り下げて放送する形態が取られた。水曜と木曜は（火曜と水曜深夜）は従来通りの処置を取った。